# Lijst van burgemeesters van Voorne aan Zee
Dit is een lijst van burgemeesters van de Nederlandse gemeente Voorne aan Zee in de provincie Zuid-Holland. Deze fusiegemeente is op 1 januari 2023 ontstaan uit de gemeenten Brielle, Hellevoetsluis en Westvoorne. 
| Ambtsperiode   | Ambtsperiode | Naam burgemeester | Partij of stroming | Bijzonderheden |
| Begindatum     | Einddatum    | Naam burgemeester | Partij of stroming | Bijzonderheden |
| -------------- | ------------ | ----------------- | ------------------ | -------------- |
| 1 januari 2023 | 10 juli 2024 | Peter Rehwinkel   | PvdA               | waarnemend     |
| 11 juli 2024   | heden        | Arno Scheepers    | VVD                | [ 3 ]          |